# Sarolta Monspart

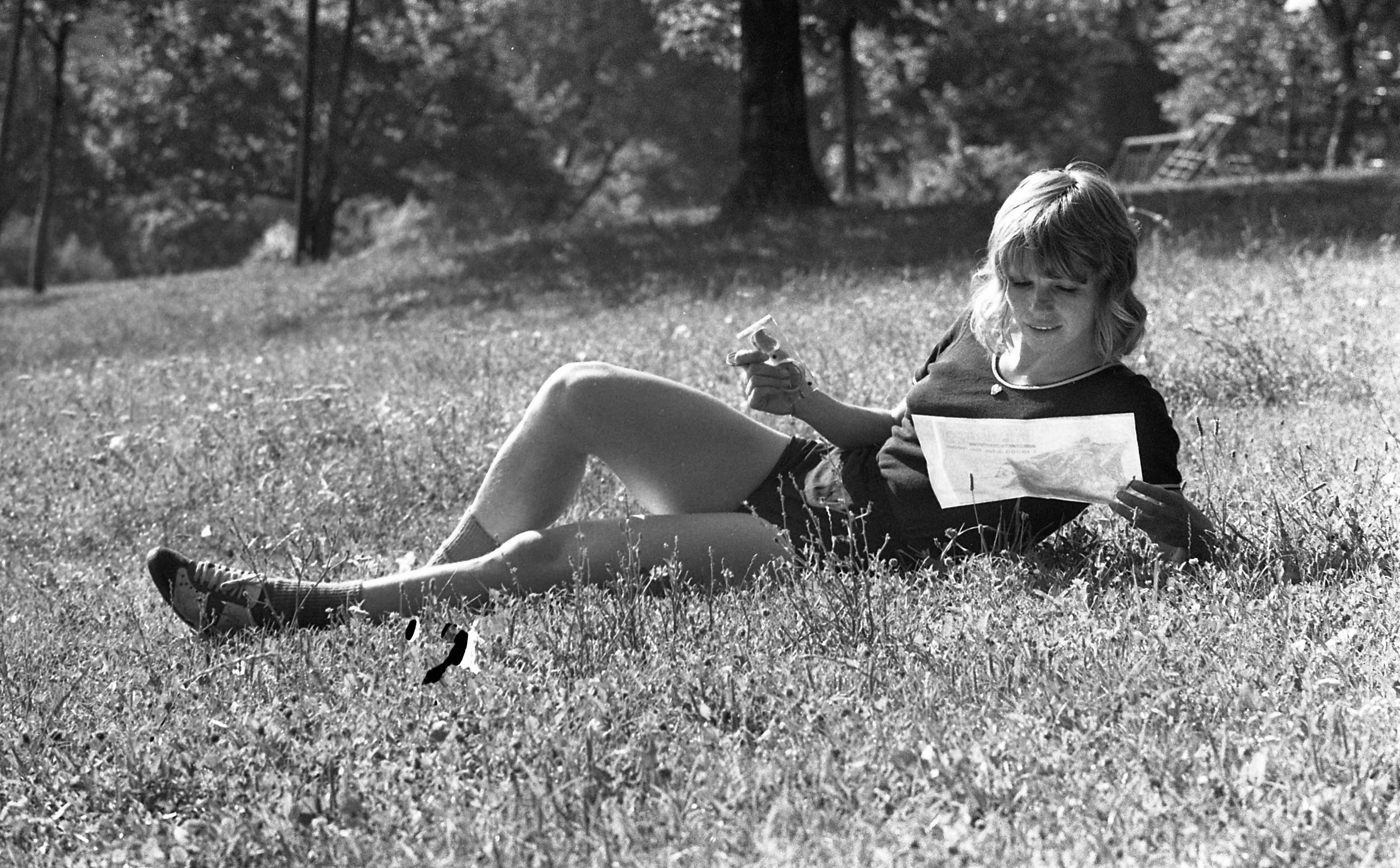
Sarolta Monspart 1978

Sarolta Monspart (* 17. November 1944 in Budapest; † 24. April 2021) war eine ungarische Marathon- und Orientierungsläuferin.

## Laufbahn
Monspart wurde 1972 erste nicht-skandinavische Weltmeisterin im Orientierungslauf. Im tschechoslowakischen Staré Splavy gewann sie vor der Finnin Pirjo Seppä und der Schwedin Brigitta Larsson. Zwei Jahre zuvor hatte sie mit der ungarischen Staffel, in der neben ihr noch Magda Horvath und Ágnes Hegedűs liefen, die Silbermedaille gewonnen. Bei der Weltmeisterschaft 1976 im schottischen Aviemore wurde sie in einer Staffel mit Iren Rostas und Magdolna Kovacs Dritte. Außerdem gewann sie in Schweden den Mehretappen-Wettkampf O-Ringen. 1978 beendete sie nach 16 Jahren ihre Karriere in der ungarischen Nationalmannschaft, nachdem ein Zeckenbiss eine Enzephalitis ausgelöst hatte.
Bei nationalen Meisterschaften in Ungarn gewann Monspart 14 Meistertitel im Orientierungslauf und sechs Titel im Skilanglauf. Sie war außerdem eine Pionierin des Ski-Orientierungslaufs in Ungarn.
Monspart war außerdem die erste europäische Frau, die einen Marathon unter drei Stunden lief. Sie gewann am 29. Oktober 1972 den Budapest-Marathon in 2:59:53,2 h. 1976 und 1977 wiederholte sie ihre Siege mit Zeiten von 2:48:22,2 h und 2:48:59 h. Mit ihrer 1972 aufgestellten Zeit war sie in der Jahreswertung damit insgesamt die viertschnellste Frau hinter den US-Amerikanerinnen Cheryl Flanagan, Teri Anderson und Nina Kuscsik.
1967 schloss sie in Budapest ihr Studium ab und arbeitete danach zunächst als Grundschullehrerin. In den 1980er Jahren war sie Mannschaftsführerin des nationalen Orientierungslaufverbandes und von 1997 bis 1999 Vizepräsidentin des Weltverbandes IOF.

## Platzierungen
| | Weltmeisterschaften | Weltmeisterschaften |  | Europameisterschaften | Europameisterschaften |  | Ungarische Meisterschaften | Ungarische Meisterschaften |
| Jahr | E                   | St                  |  | E                     | St                    |  | E                          | St                         |
| --- | ------------------- | ------------------- |  | --------------------- | --------------------- |  | -------------------------- | -------------------------- |
| 1964 |                     |                     |  | 5.                    | 8.                    |  |                            |                            |
| 1965 |                     |                     |  |                       |                       |  |                            |                            |
| 1966 | 9.                  |                     |  |                       |                       |  |                            |                            |
| 1967 |                     |                     |  |                       |                       |  |                            |                            |
| 1968 | 14.                 | 7.                  |  |                       |                       |  |                            |                            |
| 1969 |                     |                     |  |                       |                       |  |                            |                            |
| 1970 | 8.                  | 2.                  |  |                       |                       |  |                            |                            |
| 1971 |                     |                     |  |                       |                       |  |                            |                            |
| 1972 | 1.                  | 4.                  |  |                       |                       |  |                            |                            |
| 1973 |                     |                     |  |                       |                       |  |                            |                            |
| 1974 | 15.                 | 8.                  |  |                       |                       |  |                            |                            |
| 1975 |                     |                     |  |                       |                       |  |                            |                            |
| 1976 | 18.                 | 3.                  |  |                       |                       |  |                            |                            |
| Erklärung: OWC = Gesamt-Weltcup / Sp = Sprint , KD = Kurzdistanz, MD = Mitteldistanz, LD = Langdistanz, Kl = Klassische Distanz, E = Einzelwettbewerb , St = Staffel, N = Nacht-OL |                     |                     |  |                       |                       |  |                            |                            |